# James Barton Adams

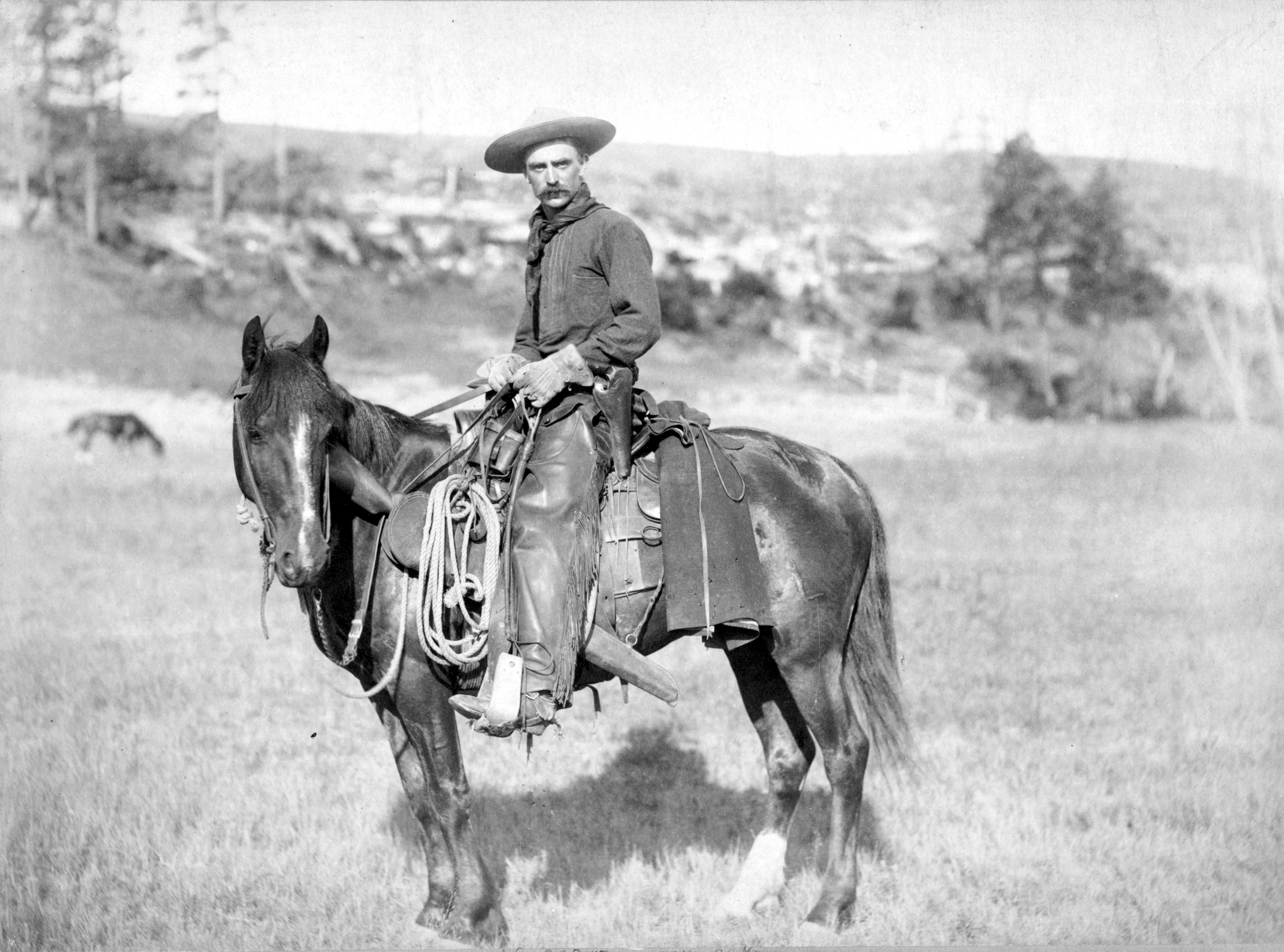
Amerykański kowboj z lat osiemdziesiątych XIX wieku

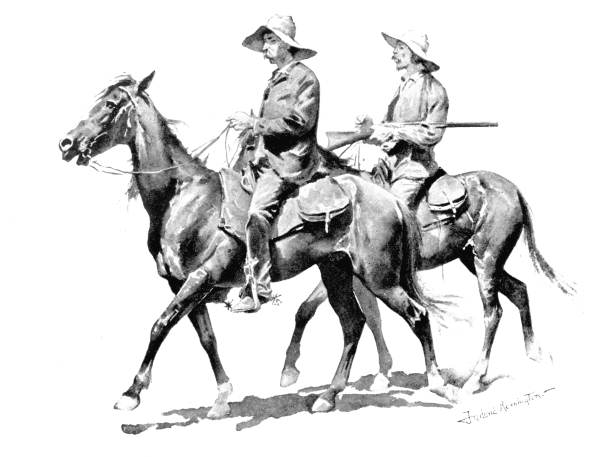
Kowboje

James Barton Adams (ur. 1843, zm. 1918) – poeta amerykański, przedstawiciel nurtu kowbojskiego. Był kowbojem na ranczu kapitana Jacka Crawforda w Nowym Meksyku. Potem zajął się pracą dziennikarską. W 1899 wydał tomik Breezy Western Verse. Jest autorem między innymi wiersza A Cowboy Toast.
Here’s to the passing cowboy, the plowman’s pioneer;
His home, the boundless mesa, he of any man the peer;
Around his wide sombrero was stretched the rattler’s hide,
His bridle sporting conchos, his lasso at his side.
All day he roamed the prairies, at night he, with the stars,
Kept vigil o’er thousands held by neither posts nor bars;
With never a diversion in all the lonesome land,
But cattle, cattle, cattle, and the sun and sage and sand.